# Râul Strungarul
Râul Strungarul este un curs de apă, afluent al râului Lungșoara. 

## Hărți
- Harta județului Sibiu
- Harta Munții Lotrului  Arhivat în 6 mai 2008, la Wayback Machine.